# Udinia lobayana
Udinia lobayana är en insektsart som först beskrevs av Alfred Serge Balachowsky och Michael D. Ferrero 1965.  Udinia lobayana ingår i släktet Udinia och familjen skålsköldlöss.
Artens utbredningsområde är Centralafrikanska republiken. Inga underarter finns listade i Catalogue of Life.